# 甲子秋まつり
甲子秋まつり（きのえねあきまつり）は、静岡県富士市の富士本町通りで、毎年10月第3土曜日・日曜日に開催される祭である。

## 概要
- 現在も富士町区付近で夏に行われている甲子神社の例祭「甲子祭」を源流とする。
- 秋まつりは、五穀豊穣を祈る神嘗祭（かんなめさい）に併せ、10月の第3土曜日・日曜日に富士本町通りを中心に開催されている。

## 会場
- 富士本町通り（富士本町商店街：富士駅北口駅前商店街）
- 期間中は、13:00〜21:00までの間、富士本町通りが車両通行止めとなる。
- 交通
東海道線 (静岡地区)：富士駅北口から徒歩1分

## 甲子神社
甲子神社（きのえねじんじゃ）は、富士本町通りの西裏通りに鎮座する。1909年（明治42年）に富士駅が開業、駅前商店街が発展したことに伴い、守護神を求める気運が高まる。1924年（大正13年）甲子の年、村の五氏を代表として出雲大社に参拝、「大国主命」の分霊を迎え、1926年（大正15年）に甲子神社が建立された。

## 歴史
富士本町通りで行われるお祭りは、現在も夏に富士町区付近で行われている甲子祭と併せて開催されていた。しかし、近年の商店街の空洞化、近隣地区の夏のイベント過多により、人手の減少が顕著となり、年を追うごとに開催規模が縮小されていた。そんな中、駅前商店街である本町通りを抱える富士本町区を中心に、町と祭りの再興を想う声が高まり、近隣町と協議を重ね、2015年（平成27年）10月、甲子秋まつりが初開催された。甲子秋まつりは新しい祭りであるが、本町通りで行われていた甲子祭の歴史は古く、1926年（大正15年）の甲子神社建立を機に、本格的な屋台（山車）をつくり、本町、仲町（現在の富士町区付近）と共同で曳きまわしたことがはじまりとされている。戦争のため、1942年（昭和17年）よりしばらく中断されたが、戦後まもない1951年（昭和26年）には、豪華な彫り物を飾り付けた屋台を新調するなど盛大に再発足している。現在は、富士町区を中心に行われる甲子祭、富士本町区を中心に行われる甲子秋まつりと形は変わったが、氏子を中心に、伝統、文化を守り続けている。

## 甲子囃子
屋台の上で奏でられる甲子囃子（きのえねばやし）は、加島村青年団が、伊勢神宮神嘗祭（かんなめさい）の時に囃したのが発祥と伝わる。太鼓の曲は、小田原囃子が基で、大正の時代に富士宮の太鼓が交わり、現在の富士甲子囃子が誕生した。大胴（おおどう）（大太鼓）、金胴（きんどう）（締太鼓）、笛、鉦で演奏され、曲目は、主に神事やお祭りの開始で叩かれる、ゆっくりとした曲調の「かごまる」、優雅な曲調で屋台の曳きまわしと同調する「やたい囃子」、激しい曲調で祭りを盛り上げる「ばか囃子」、大胴と金胴だけで叩かれる締め太鼓の「五段返し」がある。